# Gerhard 5. af Holsten
Gerhard 5. af Holsten (født ca. 1315; død 1350) blev aldrig formel hersker i Grevskabet Holsten-Plön, men var kun en godsejer og domherre (kanonikus) ved katedralen i Lübeck.